# Benno Elbs
Benno Elbs (Bregenz, 16 de outubro de 1960) é um clérigo católico romano austríaco e bispo de Feldkirch .

## Vida
Depois de se formar no Bundesgymnasium Bregenz, Elbs estudou teologia católica na Universidade de Innsbruck e, a partir de 1982, também psicologia. Ele completou seus estudos com um diploma em logoterapia e é psicoterapeuta treinado. Após sua ordenação sacerdotal em 16 de maio de 1986 por Dom Bruno Wechner, foi capelão da paróquia de Mariahilf em Bregenz por três anos. Em 1986 recebeu seu doutorado em teologia com uma dissertação sobre o sacramento da penitência .
Em 1989 foi nomeado diretor espiritual do internato Marianum em Bregenz e, um ano depois, reitor. A partir de 1994, Elbs chefiou o ministério pastoral da diocese de Feldkirch. Em 2005, Dom Elmar Fischer o nomeou Vigário Geral. Após a renúncia de Fischer como bispo diocesano, Benno Elbs foi eleito administrador diocesano em 2011.
Em 8 de maio de 2013, o Papa Francisco o nomeou Bispo de Feldkirch. A consagração episcopal ocorreu em 30 de junho de 2013 por Alois Kothgasser, Metropolita da Arquidiocese de Salzburgo. Os co-consagradores foram Christoph Schönborn, Arcebispo de Viena , e seu antecessor Elmar Fischer.
Seu lema é Committe Domino viam tuam (Comande o seu caminho para o Senhor) e é retirado do Salmo 37.5  EU .
Elbs é responsável pela Caritas na Conferência Episcopal Austríaca desde 11 de março de 2016; anteriormente era responsável pelos departamentos de religiões mundiais e teólogos leigos; Ele foi um representante da Conferência Episcopal Austríaca no Sínodo da Família em Roma, em outubro de 2015.
Desde fevereiro de 2019, Elbs é responsável pela questão geral da “proteção às vítimas” e também preside o recém-criado conselho consultivo da Conferência Episcopal para esta área. Este conselho consultivo tem a tarefa de aconselhar a Conferência Episcopal sobre questões de prevenção, medidas e regulamentos dentro e contra a violência e os abusos na Igreja e desde março de 2021 é também Presidente da Comissão de Finanças da Conferência Episcopal Austríaca.
Suas preocupações importantes como igreja são “curar feridas e aquecer almas” (Papa Francisco), a existência de pessoas marginalizadas em nossas sociedades, bem como globalmente,  para pessoas em fuga Proteção da vida  e do ambiente como um todo, a promoção da família, o esforço pela paz e pela união, especialmente através do diálogo entre as religiões. Em maio de 2019, Elbs manifestou-se a favor da admissão de padres casados ao lado de padres celibatários na Igreja Católica Romana. Em março de 2021, Elbs endossou a bênção de casais do mesmo sexo.
Em 20 de setembro de 2023, o Papa Francisco também o nomeou Administrador Apostólico sede vacante et ad nutum Sanctae Sedis da arquidiocese vaga de Vaduz.